# Cerebratulus bivittatus
Cerebratulus bivittatus är en djurart som tillhör fylumet slemmaskar, och som beskrevs av Ulyanina 1870. Cerebratulus bivittatus ingår i släktet fläsknemertiner, och familjen Cerebratulidae. Inga underarter finns listade i Catalogue of Life.